# Evangelische Kirche (Trubenhausen)

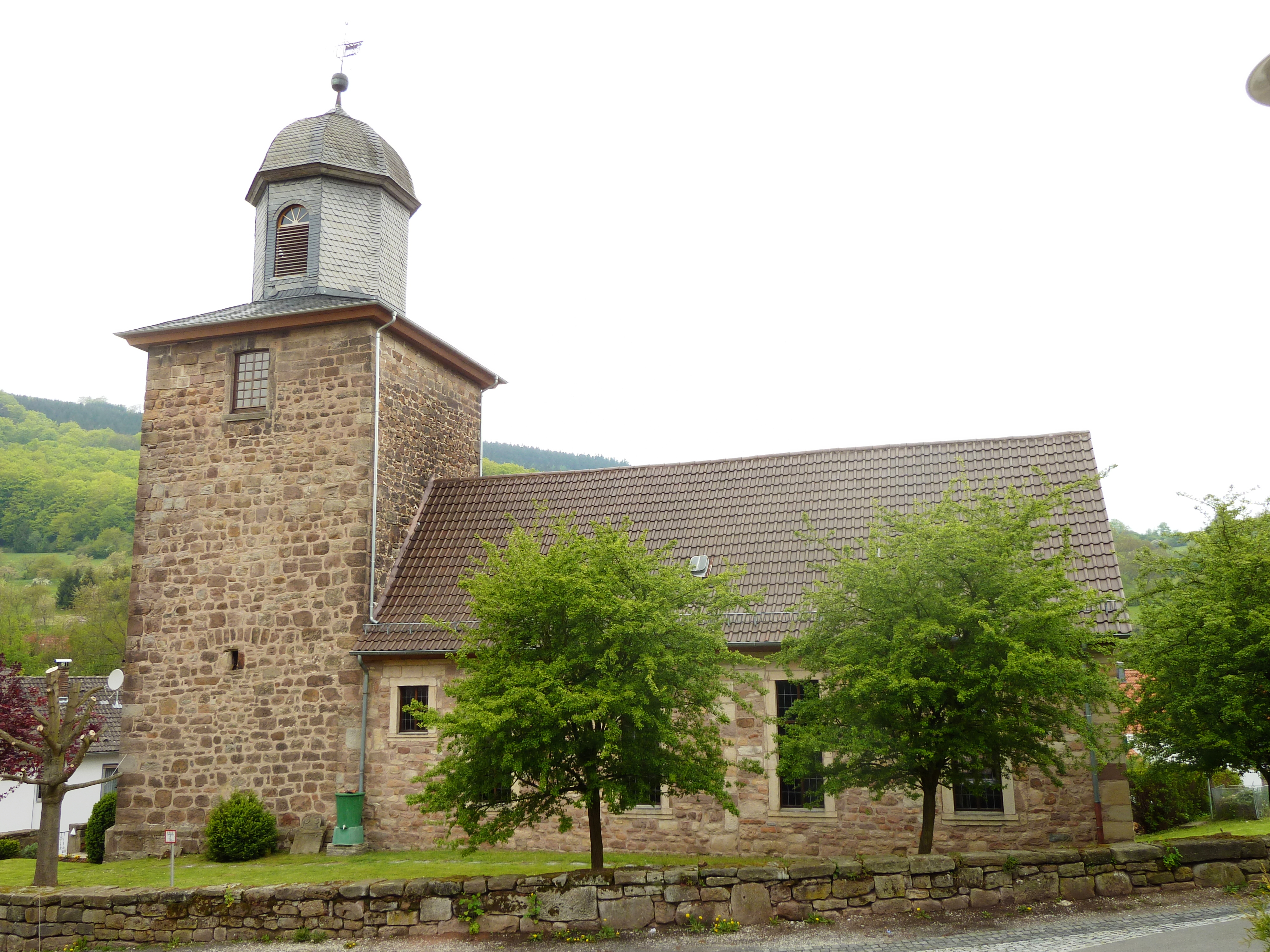
Evangelische Kirche (Trubenhausen)

Die Evangelische Kirche Trubenhausen ist ein denkmalgeschütztes Kirchengebäude, das in Trubenhausen steht, einem Stadtteil von Großalmerode im Werra-Meißner-Kreis (Hessen). Die Kirche gehört zum Kirchspiel Laudenbach im Kirchenkreis Werra-Meißner im Sprengel Kassel der Evangelischen Kirche von Kurhessen-Waldeck.

## Beschreibung
Der Kirchturm im Westen gehörte ursprünglich zu einer Wehrkirche. Seinen achteckigen, schiefergedeckten Aufsatz, der mit einer glockenförmigen Haube bedeckt ist, erhielt er erst später. Der westliche Teil des Kirchenschiffs ist romanischen Ursprungs, der östliche Teil wurde in gotischer Zeit hinzugefügt. An der Nordseite des Kirchenschiffs sind noch die ursprünglichen Bogenfenster vorhanden, die Südseite erhielt 1837 hohe, rechteckige Fenster. 
Zur Kirchenausstattung gehören ein Altar von 1660, eine Kanzel aus der zweiten Hälfte des 17. Jahrhunderts und ein Taufbecken von 1581. Die Orgel wurde 1900 von Eduard Braßel gebaut.